# هاميلتون إي. جيمس
هاميلتون إي. جيمس (بالإنجليزية: Hamilton E. James) هو شخصية أعمال أمريكي، ولد في 3 فبراير 1951 في وايندوت في الولايات المتحدة.

## وصلات خارجية
- هاميلتون إي. جيمس على موقع إن إن دي بي (الإنجليزية)